# 弦打
弦打（つるうち）は、香川県高松市北西部にある一地区で、高松市役所弦打出張所の管内。郷東町、鶴市町、飯田町の3町からなる。かつては全域が「香川郡弦打村」（つるうちむら）として存在し、1956年（昭和31年）9月30日に高松市に編入された。

## 地理
地区は高松市北西部に位置し、東を石清尾山塊に接する南北に長い地区である。人口は2010年（平成22年）時点で1万575人（男5177人/女5398人）、世帯数は4671世帯で、2010年現在横ばいか微増状態にある。面積は7.052、人口密度は1平方キロメートルあたり1494.75人といずれも高松市の地区の中では平均的である。かつて地区内は基本的に田の広がる田園地帯であり、散村状に民家が点在していたが、地区の中心を南北に貫く産業道路が開通して以後特に北部は区画整理（弦打土地区画整理事業、事業主：高松市）が行われ、その結果当道路沿いやJR香西駅を中心にロードサイド店や住宅が増加し、高松市中心部のベッドタウンとして発展した。

### 地形
全域が高松平野の一部であるが、地区の東側には石清尾山や浄願寺山、そこからさらに東に向かって200m級の山が連続して石清尾山塊を形成しており、高松平野の景観を特徴付ける孤高物となっている。石清尾山塊の麓の地区の東端には香東川、西端に本津川が流れている。
- 山：石清尾山塊 - 以下は地区内の一部にかかる山
  - 石清尾山（232.4m）
  - 浄願寺山（239.5m）
- 川：香東川、本津川
- 湖沼：御殿貯水池、高月池、友常池、半田池

### 人口
| \| 2002年（平成14年） \| 10,138人 \| \| \| 2003年（平成15年） \| 10,454人 \| \| \| 2004年（平成16年） \| 10,483人 \| \| \| 2005年（平成17年） \| 10,424人 \| \| \| 2006年（平成18年） \| 10,463人 \| \| \| 2007年（平成19年） \| 10,476人 \| \| \| 2008年（平成20年） \| 10,522人 \| \| \| 2009年（平成21年） \| 10,615人 \| \| \| 2010年（平成22年） \| 10,575人 \| \| |          |  |
| 高松市 / 登録人口（10月1日時点） |          |  |
| 2002年（平成14年） | 10,138人 |  |
| 2003年（平成15年） | 10,454人 |  |
| 2004年（平成16年） | 10,483人 |  |
| 2005年（平成17年） | 10,424人 |  |
| 2006年（平成18年） | 10,463人 |  |
| 2007年（平成19年） | 10,476人 |  |
| 2008年（平成20年） | 10,522人 |  |
| 2009年（平成21年） | 10,615人 |  |
| 2010年（平成22年） | 10,575人 |  |

### 隣接する地域
- 北：香川郡直島町
- 西：高松市香西地区、鬼無地区
- 南：高松市檀紙地区
- 東：高松市鶴尾地区

### 高松市弦打出張所管内
- 郷東町 761-8031
- 鶴市町 761-8032
  - 字台山は760-0093
- 飯田町 761-8033

## 歴史

### 年表
高松市編入以前は「弦打村」を参照
- 1956年（昭和31年）9月30日 - 香川郡弦打村が高松市に合併（高松市第5次合併）。この区域を以って高松市弦打地区成立。
  - 旧大字の区域を継承した郷東町、鶴市町、飯田町の3町を設置。
  - 高松市弦打出張所が開所。
  - 弦打村立弦打小学校が高松市立弦打小学校に改称。
  - 弦打村立弦打中学校が高松市立弦打中学校に改称。
- 1963年（昭和38年）4月1日 - 市立弦打中学校を廃し、市立勝賀中学校へ統合。

### 町名の変遷
| 実施後 | 実施年月日      | 実施前   |
| ------ | --------------- | -------- |
| 郷東町 | 昭和31年9月30日 | 大字郷東 |
| 鶴市町 | 昭和31年9月30日 | 大字鶴市 |
| 飯田町 | 昭和31年9月30日 | 大字飯田 |

## 経済
高松市の平均と比較して第二次産業従事者（+1.8%）の割合がやや高く、第三次産業従事者（-2.4%）の割合が低いが、第一次産業従事者（+0.5%）の割合は平均的である。

### 第一次産業
- 就業者数：203人、構成比：4.0%（2005年国勢調査）[3]

地区内は南部を中心に多くの農地が広がり、稲作を中心とした農業が主要産業となっている。
- 米

### 第二次産業
- 就業者数：1064人、構成比：21.2%（2005年国勢調査）[3]

地区の北部にあたる県道33号高松善通寺線（旧国道11号）以北やそこから市道木太鬼無線までの県道176号檀紙鶴市線（産業道路）沿いが準工業地域となっており、食品や印刷など市場指向型、軽工業系の工場などが位置している。
主な企業
- 四国電力香東変電所
- フソウ鋼管工場・下水部門・水処理研究所
- 日本通運高松物流センター
- 福山通運高松支店
- 四国西濃運輸高松支店
- トーカイ本社

かつては四国明治乳業（1994年に明治乳業から分社化）の本社工場があったが、2000年に閉鎖され、三豊郡財田町（現・三豊市）に移転した。

### 第三次産業
- 就業者数：3746人、構成比：74.7%（2005年国勢調査）[3]

北部地域では県道33号高松善通寺線（旧国道11号）と県道176号檀紙鶴市線（産業道路）沿いに主にロードサイド店舗を中心とした商業施設が立地している。
主な商業施設
- ゲオミラクルタウン
- マルナカ郷東店
- 生活協同組合コープかがわ中部共同購入センター
- ヤマダ電機高松鶴市店

主な企業
- 百十四銀行香西支店 - 2020年10月19日に香西南町から移転。元々地区内にあった配下の鶴市出張所が同時に、同年12月7日には鬼無出張所もブランチインブランチ。また、2022年3月22日には中央市場支店もブランチインブランチ。
- 高松信用金庫弦打支店
- JA香川県弦打支店

## 教育
地区内の小学校は市立弦打小学校が存在し、中学校は存在しない。小学校区は弦打小学校が地区のほぼ全域を校区としているが、地区東部の石清尾山塊山上部分は地区外の亀阜小学校の校区であるほか、香西地区の香西東町の一部も弦打小学校の校区である。中学校区は弦打小学校の校区が香西地区にある市立勝賀中学校の校区であり、亀阜小学校の校区は紫雲中学校の校区となっている。
小学校・中学校
太字の校名は地区内に位置する学校で、それ以外は地区内には位置しないが校区が地区内にかかっている学校。
- 高松市立弦打小学校
- 高松市立亀阜小学校
- 高松市立勝賀中学校
- 高松市立紫雲中学校

幼稚園・保育所
- 市立弦打幼稚園
- 市立弦打保育所
- 私立ときわ幼稚園

その他
- 香川県立高松高等技術学校（職業能力開発校）

## 行政
この地区の行政サービスの中心としては高松市弦打出張所があり各種住民サービスに対応している。またそこは公民館も兼ねていて弦打コミュニティセンターとして地域交流・生涯学習の中心となっている。
主な行政施設
- 高松市弦打出張所
- 高松北警察署香東交番
- 香川県警察本部運転免許センター
- 香川県警察学校
- 香川県教育センター - 2016年1月に閉院した香川県立がん検診センターに移転。

## 生活
公共施設
| - 弦打コミュニティセンター（公民館） - 高松鶴市郵便局 - 明見公園 - 郷東第一公園 - 郷東第二公園 | - 中津公園 - 郷東町新池北公園 - 郷東町新池東公園 - 乾船入南公園 - 乾船入北公園 | - 半田公園 - 小坂公園 - 青木公園 |

※町別50音順

## 交通
地区内は道路整備が比較的行き届いており、多車線の幹線道路が東西に通っているなど他地区からのアクセスにも恵まれている。しかし、鉄道駅やバス路線が通っているのは郷東町と鶴市町であり、飯田町には利用可能な公共交通機関が全く存在しない。

### 道路
地区内はさぬき浜街道など高松市中心部と香川県西部を結ぶ主要幹線道路や、中心には高松市の臨港工業地帯と高松自動車道高松西インターチェンジを結ぶ産業道路が通っている。また、市道木太鬼無線は、2018年（平成30年）7月2日 - 峰山トンネルを含む奥の池南交差点（県道172号川東高松線交点）-御殿橋間が開通。トンネル西側区間の用地買収が難航し、5年遅れの開通となった。これによって、それまで石清尾山塊が障害となって遮断されていた高松市中部との交通が飛躍的に開けることになった。また、地区内に国道は存在しないが、北部の県道33号高松善通寺線は旧国道11号であったほか、県道175号衣掛郷東線は旧丸亀街道と呼ばれ江戸時代に高松と丸亀を結ぶ重要な幹線道路であった。
主要地方道
- 香川県道16号高松王越坂出線 （さぬき浜街道）
- 香川県道33号高松善通寺線（旧国道11号、丸亀街道）

その他県道
- 香川県道175号衣掛郷東線（旧丸亀街道）
- 香川県道176号檀紙鶴市線（産業道路）

市道
- 高松市道木太鬼無線

### 鉄道
地区唯一の駅として郷東町と香西地区との境界にJR香西駅が存在する。
また、本津川を挟んで隣接する鬼無地区にある鬼無駅も付近にあり、鶴市町の一部と飯田町では香西駅よりも距離が近い。
JR
- 予讃線：香西駅

### バス
地区内を通るバス路線はことでんバスの、イオン高松線、下笠居・香西線、高松西高線の4線が存在する。地区内ではイオン高松線がさぬき浜街道、下笠居・香西線が香川県道33号高松善通寺線、高松西高線が高松市道木太鬼無線を路線としている。かつては県道175号や県道176号を経由するバス路線があったが、1990年代末期までに全廃されてしまった。県道176号は今では高松エクスプレス（フットバス）などの高速バスが素通りするだけである。
ことでんバス
- イオン高松線：警察学校前 - 馬場病院前 - フソウテクノセンター
- 下笠居・香西線：郷東橋西 - 香東交番前
- 高松西高線：鶴市町（2019年4月1日ルート変更）

## メディア

### 放送
ケーブルテレビ
- ケーブルメディア四国（高松ケーブルテレビ）

地上波テレビ放送
基本的に高松市東部の前田山にある高松局を受信する。しかし、アナログ放送において峰山が障害となって良好な受信が困難な場合は、海を超えた岡山局を受信する。その際、NHK放送が高松放送局ではなく岡山放送局のものになるため、NHK高松専用の中継局である「鬼無中継局」も併せて受信する必要があった。デジタル放送では岡山局（北讃岐中継局）からもNHK高松の電波が出ていることや、峰山を越えた高松局を受信してもある一定の受信レベルさえ確保すればゴースト障害が起らないことから高松局の受信が可能な場合はその必要はなくなる。
| 局名                 | 局名                 | NHK高松 | NHK高松 | NHK岡山 | NHK岡山 | RNC  | KSB  | RSK  | OHK  | TSC  | 出力            | 偏波面 | 送信 場所 |
| 局名                 | 局名                 | 総合    | 教育    | 総合    | 教育    | RNC  | KSB  | RSK  | OHK  | TSC  | 出力            | 偏波面 | 送信 場所 |
| デジタルリモコン番号 | デジタルリモコン番号 | 1ch     | 2ch     | 1ch     | 2ch     | 4ch  | 5ch  | 6ch  | 8ch  | 7ch  | 出力            | 偏波面 | 送信 場所 |
| -------------------- | -------------------- | ------- | ------- | ------- | ------- | ---- | ---- | ---- | ---- | ---- | --------------- | ------ | --------- |
| 高松                 | デジタル             | 24ch    | 13ch    | -       | -       | 15ch | 17ch | 21ch | 27ch | 18ch | NHK1kW/民放500W | 水平   | 前田山    |
| 高松                 | アナログ             | 37ch    | 39ch    | -       | -       | 41ch | 33ch | 29ch | 31ch | 19ch | NHK10kW/民放5kW | 水平   | 前田山    |
| 岡山 (北讃岐)        | デジタル             | (24ch)  | (13ch)  | 32ch    | 45ch    | 20ch | 30ch | 21ch | 27ch | 18ch | 2kW(200W)       | 水平   | 金甲山    |
| 岡山 (北讃岐)        | アナログ             | -       | -       | 5ch     | 3ch     | 9ch  | 25ch | 11ch | 35ch | 23ch | V10kW/U20kW     | 水平   | 金甲山    |
| 鬼無                 | アナログ             | 62ch    | 60ch    | -       | -       | -    | -    | -    | -    | -    | 3W              | 水平   | 勝賀山    |

| AMラジオ放送 - NHK高松第1放送：1368kHz（高松局 出力5kW） - NHK高松第2放送：1035kHz（高松局 出力1kW） - 西日本放送ラジオ：1449kHz（高松局 出力5kW） | FMラジオ放送 - NHK高松FM放送：86.0MHz（高松局 出力1kW） - FM香川：78.6MHz（高松局 出力1kW） - FM高松：81.5kHz（コミュニティ放送 出力20W） |

県外波
| - NHK岡山第1放送：603kHz（岡山局 出力5kW） - NHK岡山第2放送：1386kHz（岡山局 出力5kW） - RSKラジオ：1494kHz（岡山局 出力10kW） - NHK大阪第1放送：666kHz（大阪局 出力100kW） - NHK大阪第2放送：828kHz（大阪局 出力300kW） - MBSラジオ：1179kHz（大阪局 出力50kW） - 朝日放送ラジオ：1008kHz（大阪局 出力50kW） - ラジオ大阪：1314kHz（大阪局 出力50kW） | - NHK岡山FM放送：88.7MHz（岡山局 出力1kW） - FM岡山：76.8MHz（岡山局 出力1kW） |

## 名所・旧跡・観光・レジャー
地区内に主だった観光施設はない。
- 四国高松マリーナ
- ピアマリーナ高松
- 猫塚古墳（古墳時代）
- 高松市水道記念館

## 弦打を舞台にした作品
- 菊池寛『義民甚兵衛』（全文）